# Convento dos Capuchinhos (Sortino)

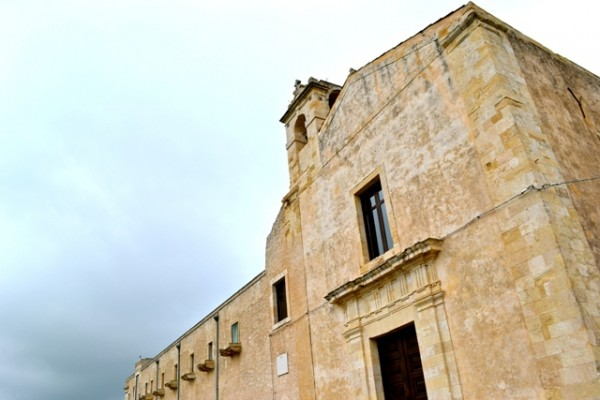
Convento dos Capuchinhos Sortino

O convento capuchinho com sua igreja adjacente, é un complexo religioso localizado em Sortino, na provincia de Siracusa, Itália.

## História
A fundação do convento remonta a 1556. Quase totalmente destruído pelo sismo de 1693, foi reconstruído, ampliado e concluído em 1748, graças às contribuições dos fiéis e da nobre família dos Gaetani, príncipes de Cassaro e Marqueses de Sortino. A partir de 1764 o convento foi a sede do noviciado.
Com a supressão das ordens religiosas em 1866, toda a estrutura conventual (convento, igreja e floresta) passou a ser propriedade do Estado. O complexo foi recomprado pelos frades em 1879, graças ao trabalho do Capuchinho de Sortino P. Eugenio Scamporlino (Ministro Provincial da época) e foi a sede do único noviciado da Sicília, também hospedando noviços de Nápoles, Bari e Malta. Entre os noviços, aqui viveu e morreu o servo de Deus frei José Maria de Palermo, cujo processo de beatificação e canonização está em andamento.
O convento nos anos 1960 foi a sede do estudantado teológico interprovincial e, nos anos 1990, o pós-noviciado interprovincial.

## Descrição

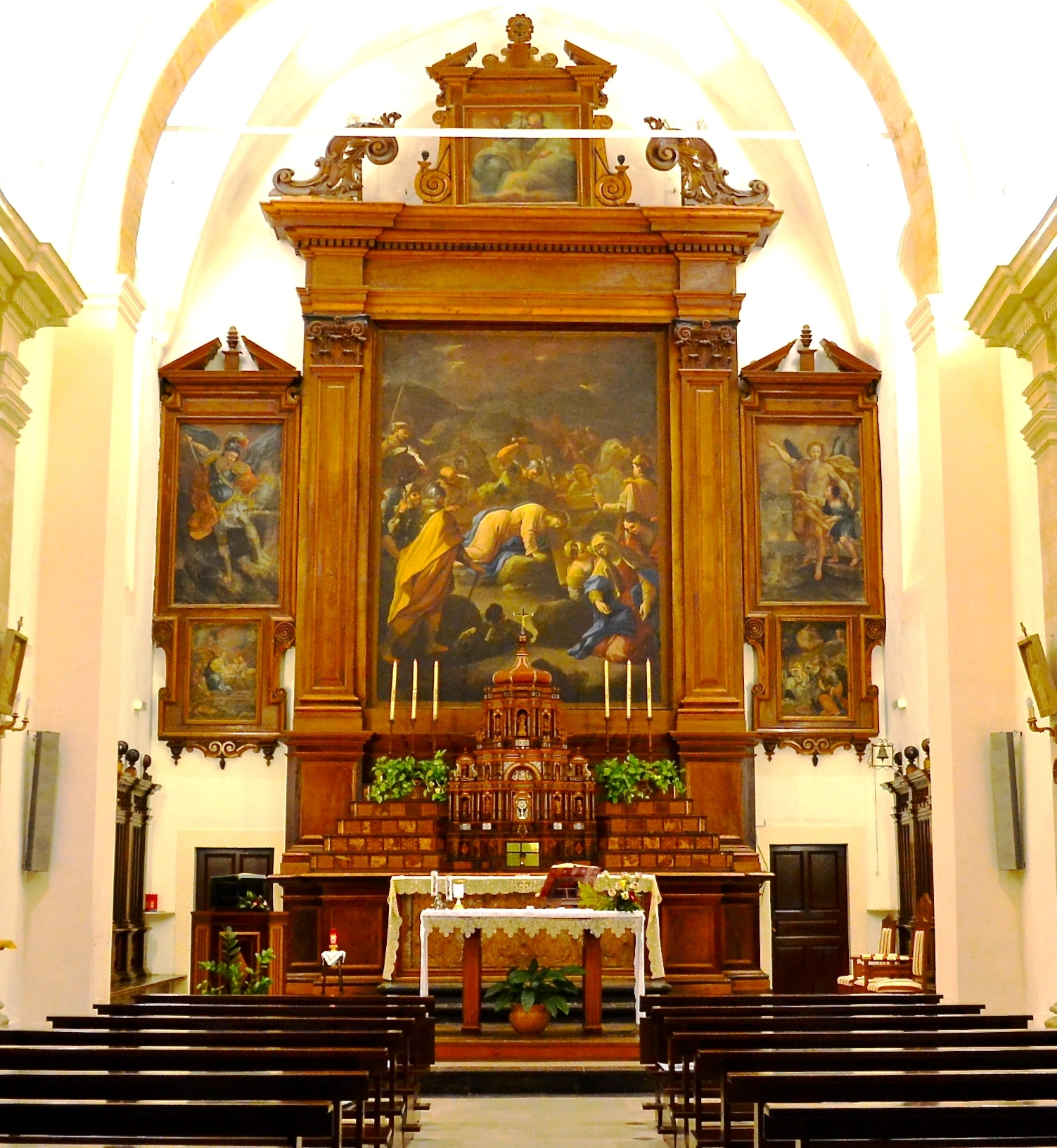
Igreja dos Capuchinhos de Sortino

Com sua arquitetura sóbria e discreta, de acordo com os cânones da simplicidade franciscana, o convento é construído em torno de um grande claustro. A igreja, de nave única, com duas capelas laterais, dedicada à Virgem das Dores, conserva no seu interior uma obra de grande valor: o tabernáculo de madeira do capuchinho Fra Ângelo Gagliano da Mazzarino (1743 - 1809). A obra foi construída em 18 anos de trabalho e é composta por painéis únicos, feitos em madeira de damasco, rosa, figos da Índia e detalhes em marfim e madrepérola. Na parte inferior, um precioso frontal, em couro martelado, adorna o altar.
O retábulo-mor, remonta ao séc. XVIII, de autoria desconhecida, representa Jesus sob a cruz e seu encontro com sua mãe. Nas laterais as pinturas dos arcanjos Miguel e Rafael, abaixo das quais existem duas outras telas menores, retratando a Natividade de Jesus e a Natividade de João Batista (de artista desconhecido, do século XVIII). Tudo em moldura de madeira, obra dos frades marceneiros do século XVIII.

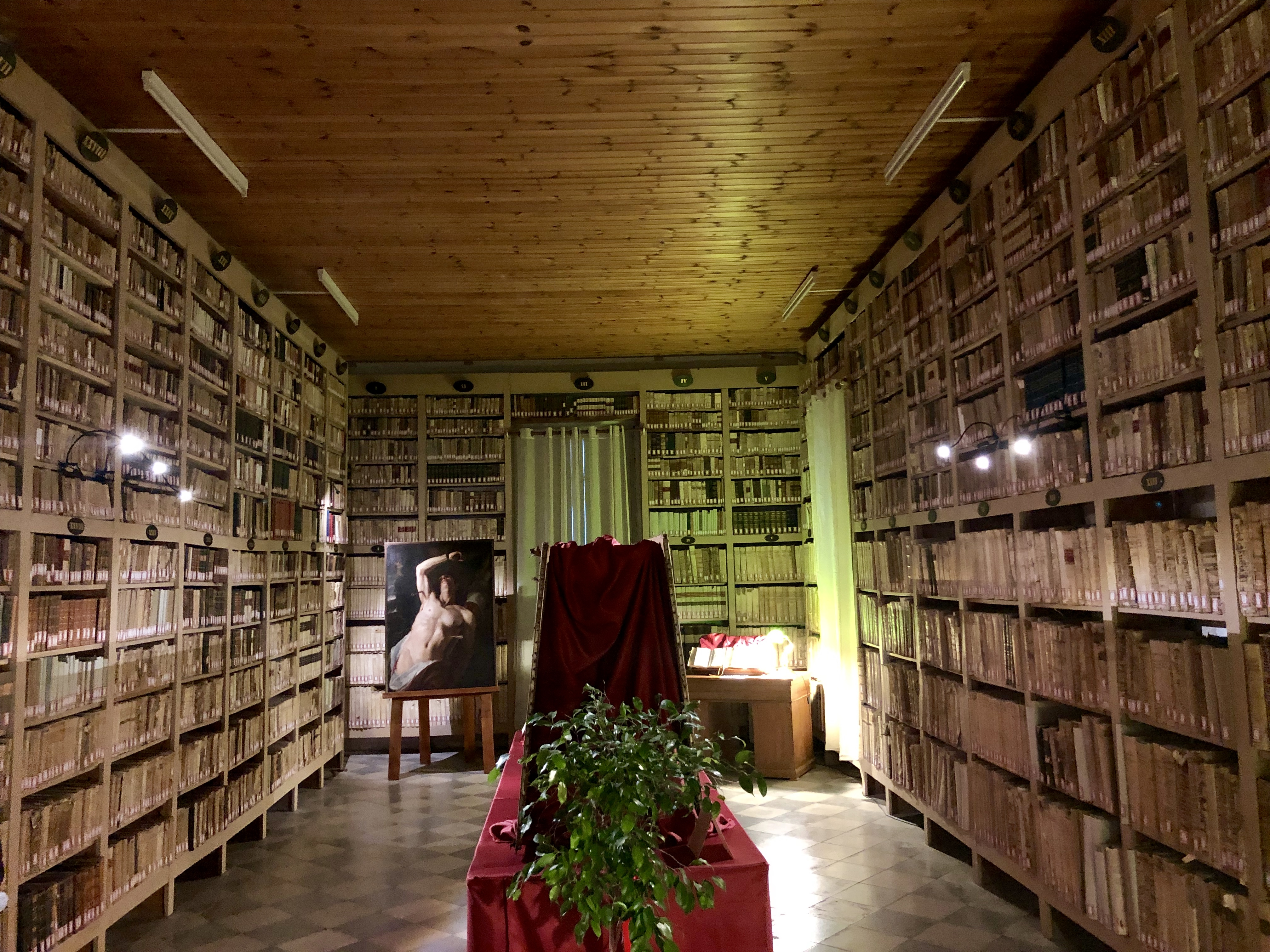
Biblioteca dos Capuchinhos de Sortino

Entre as obras de arte preservadas no convento de Sortino, merecem destaque: a estátua de mármore de Santo Antônio de Pádua, em estilo gaginesco, de 1527 e uma tela representando o Martírio de San Sebastiano (século XVII .), da escola Caravaggio.
O convento também possui uma preciosa biblioteca com 14630 volumes. Entre os volumes da coleção antiga estão: 20 manuscritos preciosos, alguns incunábulos, 196 do século XV e milhares de textos dos séculos XVI, XVII e XVIII.